# Fort pancerny główny 50 ½ OST „Barycz” / „Kosocice”
Fort 50 ½ O Kosocice – jeden z fortów Twierdzy Kraków. Powstał w latach 1897–1899. W 1945 roku został pozbawiony wież – pancernych i obserwacyjnej. Należał do VII obszaru warownego. Obiekt zaprojektował Emil Gołogórski.
Bronił linii kolejowej do Przemyśla oraz Traktu Lwowskiego. W grudniu 1914 r. obiekt, wraz z sąsiednimi fortami 50 „Prokocim” i 51 „Rajsko”, powstrzymał główny ciężar rosyjskiego natarcia na Kraków. Fort jest w dobrym stanie, okresowo jest dostępny dla zwiedzających. Jest elementem Muzeum Twierdzy Kraków. Obiekt znajduje się przy ul. J. Hallera w Krakowie.